# Santa Cruz del Retamar (kommun)
Santa Cruz del Retamar är en kommun i Spanien.   Den ligger i provinsen Toledo och regionen Kastilien-La Mancha, i den centrala delen av landet, 60 km sydväst om huvudstaden Madrid. Antalet invånare är 3 095.